# Saint-Jean-des-Anneaux
Le jardin médiéval de Saint-Jean-des-Anneaux se trouve à Béziers, à l'emplacement d'un ancien jardin du XIXe siècle.

## Histoire
À l'époque romaine, Saint Jean-des-Anneaux et Saint Jean-d'Aureilhan, qui la borde au sud, formaient une seule propriété.
Au XIIe siècle se déroulait à proximité de la chapelle une foire aux anneaux, d'où le nom du site, qui s'est détaché au XIXe siècle, de Saint Jean-d'Aureilhan.

## La chapelle San Joan dos Annels
Sur le tertre auquel est adossé le jardin, se trouve la chapelle San Joan dos Annels, datant du XIIe siècle. Son utilisation comme bâtiment agricole (remise, chais...) l'a réduite à l'état de ruine.
La Chapelle était en parfait état lorsqu’elle était utilisée comme chais, sa dégradation est due à un défaut d’entretien de la municipalité qui avait un droit de préemption au décès du propriétaire

## Le jardin médiéval
Le jardin médiéval est un jardin botanique qui se veut une reconstitution, étayée sur des documents anciens, de ce que pouvait être un jardin du moyen âge, tant dans sa symbolique, que dans la variété des plantes cultivées. Dans son enclos, le jardin médiéval est une représentation du jardin d'Eden. Il comprenait :
- L' hortus ortulus, le jardin potager.
- L' herbularium, où cultivait les plantes médicinales, les herbes magiques, les plantes utiles et les plantes d'agrément.

- Dans les simples, on distinguait les
• plantes expectorantes,
• plantes pour maux de ventre,
• Panacées,
• plantes des femmes,
• plantes des fièvres,
• purges,
• vulnéraires.
- Le carré des herbes magiques regroupait la culture des  plantes toxiques ou mortelles.
- Les plantes du « Jardin de Marie», fleurs et plantes destinées à la décoration des autels des églises.
- Le potager où sont cultivées les « potherbes». Les plantes utiles sont principalement des plantes textiles.
- Le viridium, un verger d'arbres fruitiers.

- Comme le montre la plaque apposée à l'entrée du jardin, le verger pouvait être associé à un « préau (ou prael).»

## Images

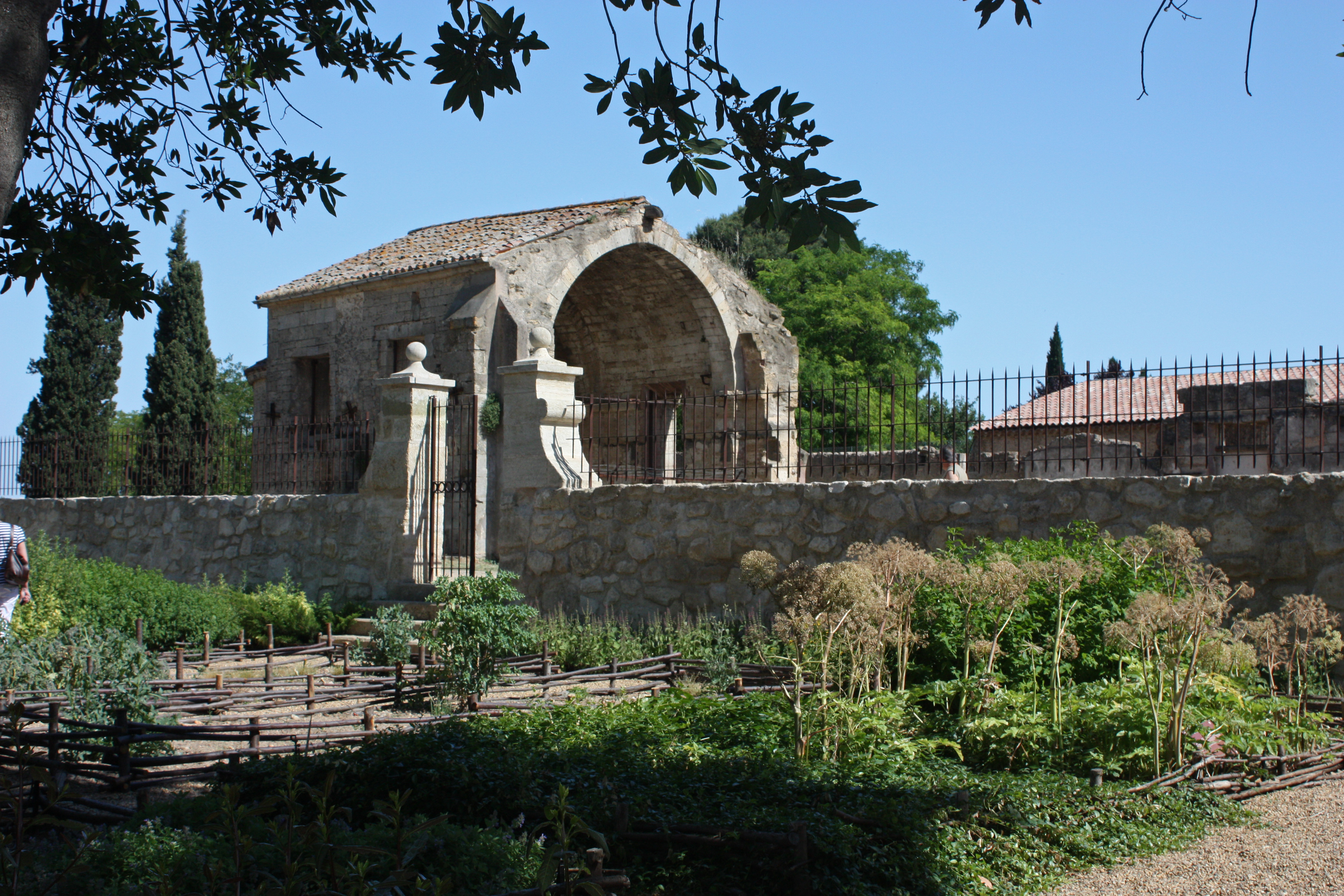
Le carré des plantes médicinales.
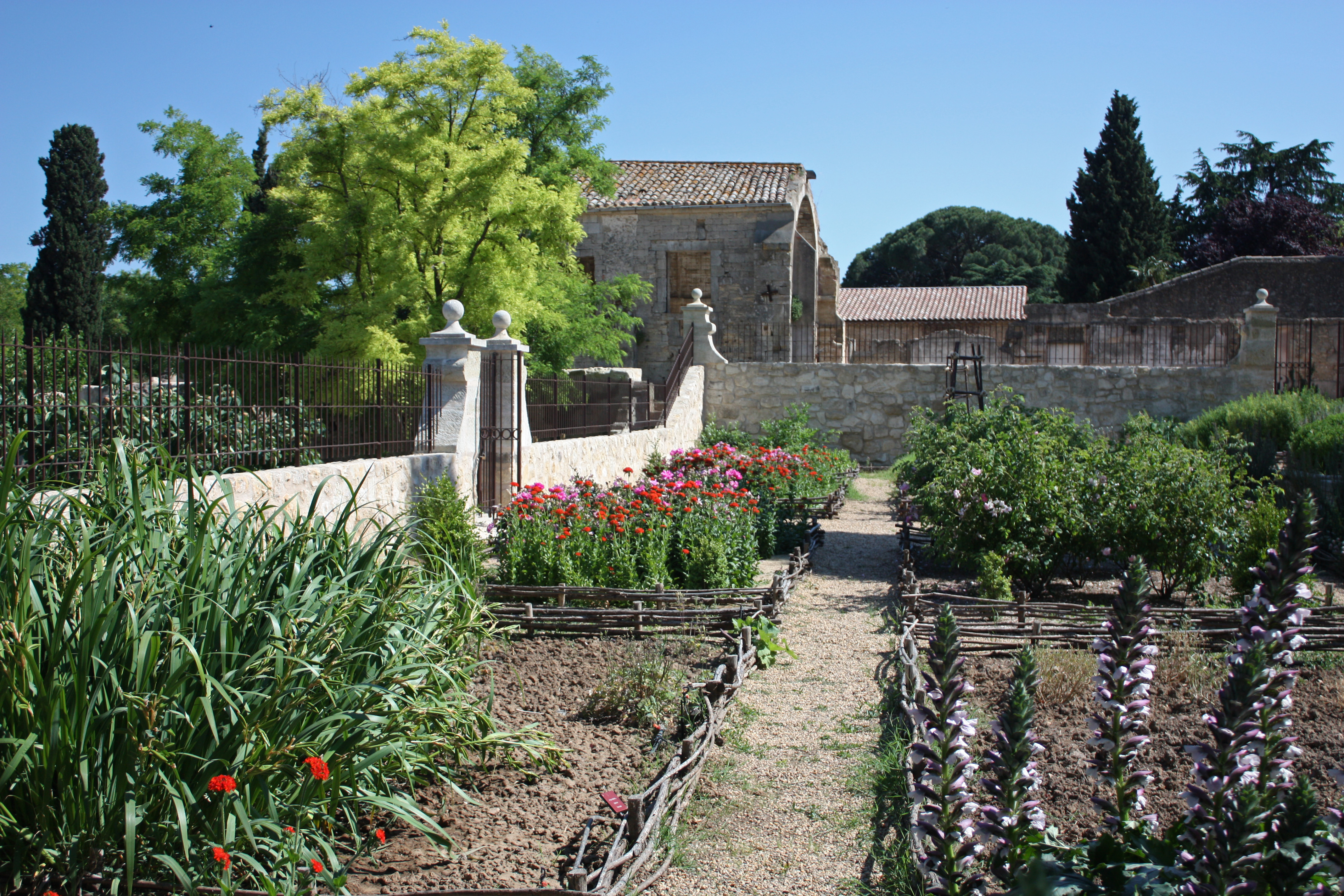
Le Jardin de Marie.
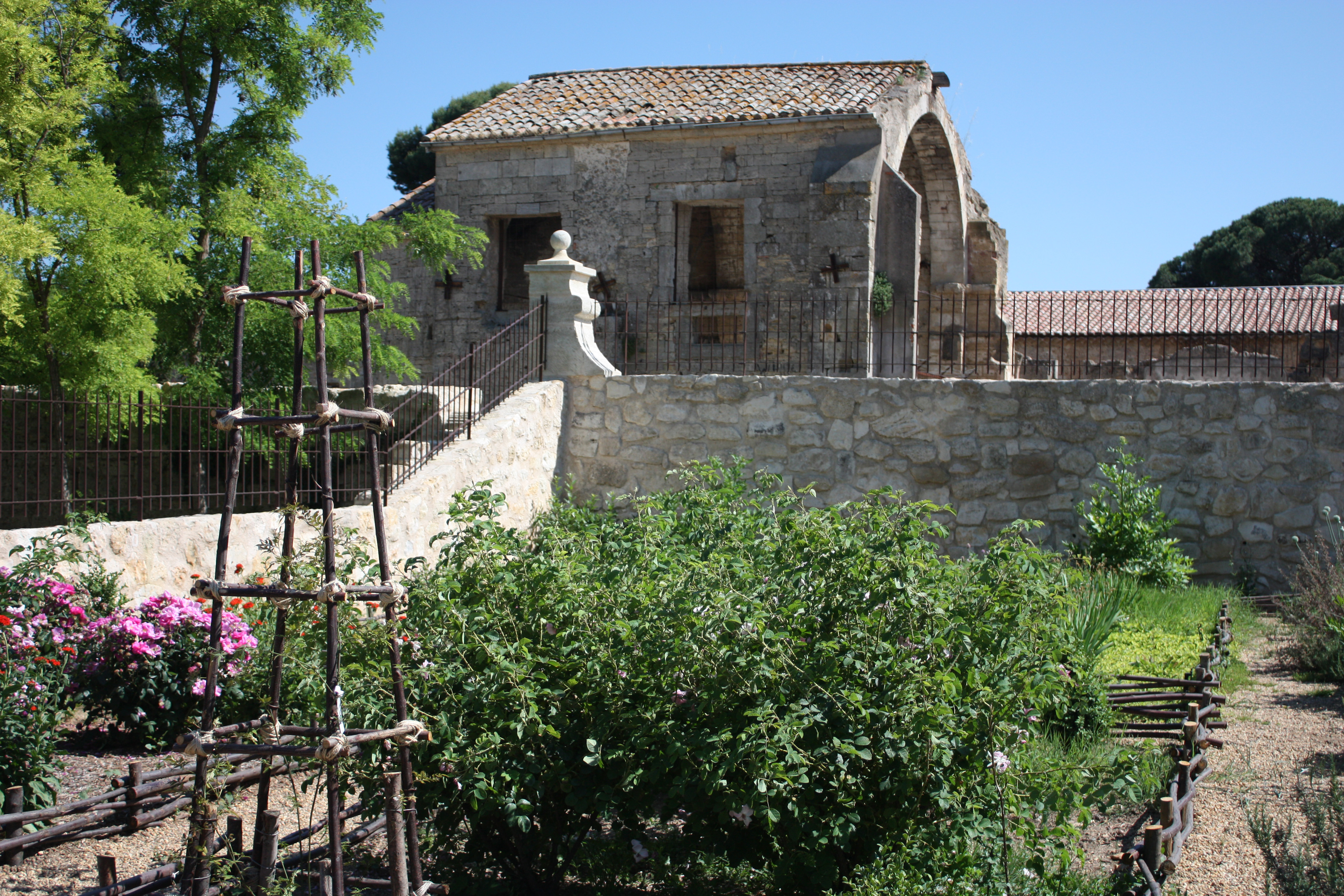
La carré des potherbes.
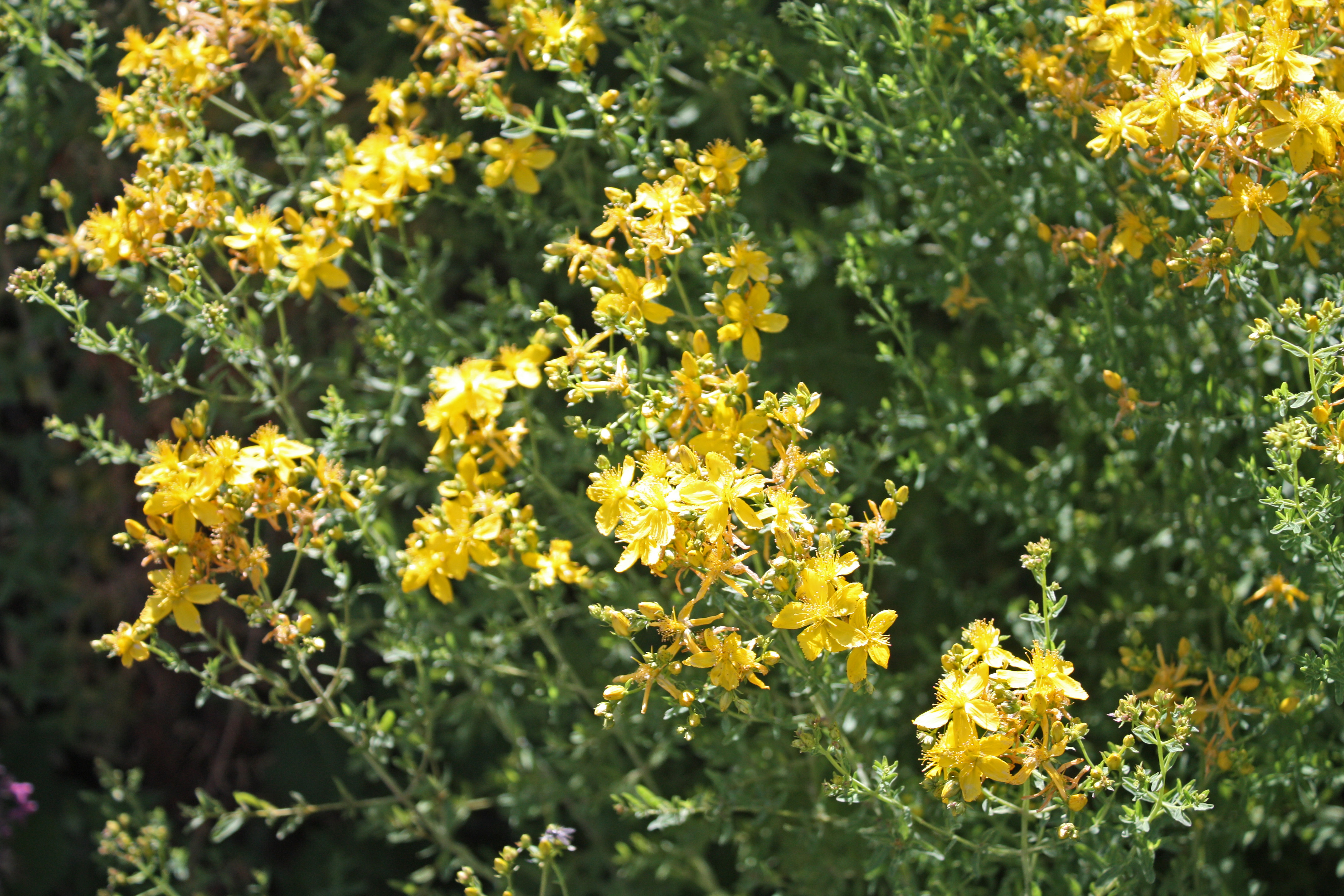
Les millepertuis en fleurs.